# Бурят-Монгольское научное общество имени Доржи Банзарова
Бурят-Монгольское научное общество имени Доржи Банзарова — научное общество Бурят-Монгольской АССР, просуществовавшие с 1924 по 1931 года. Основной целью общества являлось организация краеведческой деятельности в регионе. На 1928 год в составе общества числилось 323 действительных члена и 36 членов-соревнователей.

## Предыстория
В 1922 году на территории Бурятии было образовано первое научное учреждение региона — Бурят-Монгольский учёный комитет (Буручком). Несмотря на ограниченность бюджетного финансирования и острый дефицит научных кадров, Буручком успешно занимался организацией и проведением научных исследований, решая важную задачу создания основ гуманитарных научных исследований в Бурят-Монголии. В первый состав научное учреждения входили только буряты. Буручком в учредительных документах объявлялся «высшим ученым учреждением Бурятии, объединяющим все научные и культурные силы бурят-монголов для выполнения научно-теоретических работ в деле проведения в жизнь всех культурно-просветительных задач бурят-монгольского народа». 21 декабря 1923 года руководство Бурят-Монголии создало комиссию, которая должна была организовать Бурят-Монгольское научное общество и научный институт.
У Бурят-монгольского научного общества и Учёного комитета были предшественники, которые занимались в регионе краеведческой работой. К старейшим краеведческим организациям в Бурятии относится Троицкосавский краевой музей, основанный в 1889 году. Через пять лет после основания он вошел в состав Троицкосавско-Кяхтинского отделения Русского географического общества. После Октябрьской социалистической революции в Верхнеудинске было организовано Общество изучения Прибайкалья, просуществовавшее до 1923 года. Помимо перечисленных учреждений были созданы Прибайкальский народный университет (1920—1922) и Прибайкальский областной музей (1921—1923).

## История общества
19 апреле 1924 года, уже после образования Бурят-Монгольской АССР, прошло первое собрание Бурят-Монгольского научного общества, которому присвоили имя первого бурятского ученого Д. Банзарова. В ходе работы заседания были решены основные организационные вопросы, а также определены основные направления деятельности данного учреждения. Председателем научного общества был избран первый Председатель ЦИК БМАССР М. И. Амагаев, секретарем общества стал В. П. Гирченко. В состав общества входили — Б. Б. Барадин, Ч. Б. Базарон, Л. И. Воскобойников, М. Н. Ербанов, Н. Н. Козьмин, Н. Н. Лесков, А. И. Оширов, А. И. Трубачев, Н. Ф. Черноморченко. Всего за первый год существования общества было проведено восемь собраний. 26 апреля 1925 года, после перевыборов правления, председателем стал М. Н. Ербанов, его заместителями стали — Б. Б. Барадин, М. М. Сахьянова, А. Д. Данилов, Н. Н. Козьмин, М. И. Помус и Г. Ц. Цыбиков. В 1927 году председателем был выбран И. А. Ильин, которого после отъезда в Москву заменил И. В. Ченкиров.
Научно-исследовательская и просветительская деятельность общества была разделена на три секции: физико-географическая, историко-этнологическая и политико-экономическая. В 1927 году появилась секция школьного краеведения. Организация работы данных секций была поручена Н. Н. Козьмину, Б. Б. Барадину и Л. И. Воскобойникову. Председатели секций вместе с заведующим Верхнеудинским краевым музеем вошли в состав правления с решающим голосом, была создана ревизионная комиссия из трёх человек, куда вошли И. В. Авдюкова, А. И. Алексеева и Мункоева. В 1930 году в составе Бурят-Монгольского научного общества имени Доржи Банзарова созданы отделения: Кырен-Тункинское, Хоринское, Аларское, Мухоршибирское и Эхирит-Булагатское.
На 1 октября 1925 года в научном обществе состояло 60 действительных членов и было избрано 102 новых. В 1925 году проведено 10 общих собраний, на которых заслушано 14 докладов. На 1928 год в составе общества уже числилось 323 действительных члена и 36 членов-соревнователей. Почетными членами были академики А. П. Карпинский , С. Ф. Ольденбург, А. Е. Ферсман, Н. Я. Марр, профессор А. А. Ярилов и Н. Н. Козьмин. В 1928 году обществом было проведено 16 общих собраний с 18 научными докладами. Всего в этот год членами общества опубликовано 75 научных работ. В январе 1928 года руководство Бурят-Монгольского научного общества выступило с докладом о научно-исследовательских работах в Бурятии на особом комитете Академии наук СССР.
Бурят-Монгольское научное общество имени Доржи Банзарова закрыто в 1931 году в связи с изменением в регионе структуры краеведческих организаций. Действовавшее к тому времени Восточно-Сибирское географическое общество в октябре 1930 года было реорганизовано в Общество изучения производительных сил Сибири (ОИС). 30 июля 1930 года Сибирский край был разделён на Западно-Сибирский с центром в Новосибирске и Восточно-Сибирский край с административным центром в Иркутске, в состав которого вошла Бурят-Монгольская АССР. В том же году ОИС было реорганизовано в Краевое общество изучения производительных сил Восточной Сибири (КОИВС). Председателем общества был избран Н. Н. Козьмин. Все фонды научного общества были переданы вновь созданному Государственному институту культуры.
В работе Бурят-Монгольского научного общества имени Доржи Банзарова были свои трудности и недочёты, которые не раз отмечались в различных отчётах о деятельности общества и отдельных секций, в обращениях редакции периодических изданий к читателям и, конечно же, на различного рода заседаниях и собраниях. Среди основных трудностей стоит отметить нехватку профессиональных кадров, что сказывалось на темпе работы и её объёме. Недостаточное количество работников сказывалось и на качестве работы на местах. В отчётах отмечается, что научное общество обслуживается только одной штатной единицей — учёным секретарём, который заведует всей организационной частью, ведёт переписку, связывается с учреждениями и лицами по вопросам деятельности общества, составляет доклады, ведёт протоколы, журналы заседаний правления общества и общих собраний. Отсутствие должного финансирования (необходимого для осуществления всей полноты намеченных целей) отражалось на количестве и частоте выхода периодических изданий. Недостаток финансирования сказывался и на экспедиционной деятельности общества. Как отмечается в статье Ф. А. Кудрявцева «Пять лет нашей работы», опубликованной в 1930 году, признавался тот факт, что «часть членов научного общества числилась формально и не проявляла себя в работе».

## Научая и исследовательская деятельность
Важное место в исследовательской деятельности организаций занимало изучение монгольской культуры и истории. За время существования общества им была проделана большая работа по краеведению и изучению природы и социально-экономических условий жизни населения Бурятии. Были проведены научные экспедиции по изучению Еравнинских озёр, озера Котокель, проведены исследования бадана, проводились изучения быта семейских, изучалась чумы, а также осуществлялись исследования археологических памятников.
Научные статьи, тексты докладов, критические рецензии, а также отчёты о деятельности научного общества печатались в выходившем в Верхнеудинске с 1925 года бюллетене «Бурятиеведение». С 1928 года «Бурятиеведение» стало общим журналом Бурят-Монгольского учёного комитета и Бурят-Монгольского научного общества имени Доржи Банзарова. Журнал выходил четыре раза в год, однако с 1925 по 1930 года выпустили лишь десять номеров издания.
Отдельные статьи членов общества публиковались в журнале «Жизнь Бурятии». Например, в 1924—1925 гг. были опубликованы статьи «Очерки Монголии» Б. Б. Барадина, «Этапы революционного движения в Бурятии» В. П. Гирченко, «Забайкальское бурятское казачье войско» Г. Ц. Цыбикова и др. Краткая информация о работе секций, докладах, зачитанных на заседаниях, публиковалась в газете «Бурят-Монгольская правда».